# Göretjärnen
Göretjärnen är en sjö i Lycksele kommun i Lappland och ingår i Umeälvens huvudavrinningsområde. Sjön har en area på 0,037 kvadratkilometer och ligger 270,5 meter över havet.

## Delavrinningsområde
Göretjärnen ingår i det delavrinningsområde (714337-164875) som SMHI kallar för Inloppet i Byssträsket. Medelhöjden är 281 meter över havet och ytan är 26,69 kvadratkilometer. Räknas de 5 avrinningsområdena uppströms in blir den ackumulerade arean 101,99 kvadratkilometer. Byssjan som avvattnar avrinningsområdet har biflödesordning 2, vilket innebär att vattnet flödar genom totalt 2 vattendrag innan det når havet efter 121 kilometer. Avrinningsområdet består mestadels av skog (84 procent) och sankmarker (10 procent). Avrinningsområdet har 0,04 kvadratkilometer vattenytor vilket ger det en sjöprocent på 0,1 procent.